# Plumian Professor of Astronomy and Experimental Philosophy
Der Lehrstuhl Plumian Professor of Astronomy and Experimental Philosophy an der Cambridge University wurde 1704 von Thomas Plume (1630–1704, Mitglied des Christ’s College in Cambridge und Erzdiakon von Rochester) gestiftet, der auch die Plume Library in Maldon, Essex gründete. Der Lehrstuhl war einer von zwei bedeutenden Astronomie-Lehrstühlen in Cambridge, der andere war die Lowndean Professur, die allerdings später von reinen Mathematikern eingenommen wurde.
Lehrstuhlinhaber waren oder sind:
- Roger Cotes[1] (1682–1716), englischer Mathematiker
- Robert Smith[2] (1716–1760)
- Anthony Shepherd[2] (1760–1796)
- Samuel Vince[3] (1749–1821)
- Robert Woodhouse[3] (1773–1827)
- George Biddell Airy[1] (1801–1892)
- James Challis[1] (1803–1882), englischer Astronom
- George Howard Darwin[1] (1845–1912), britischer Astronom und Mathematiker
- Arthur Stanley Eddington[4]  (1882–1944)
- Harold Jeffreys[4] (1891–1989)
- Fred Hoyle[4] (1915–2001)
- Martin Rees[2] (* 1942), britischer Astronom
- Richard Ellis[4] (* 1950)
- Jeremiah P. Ostriker[2]  (1937–2025), US-amerikanischer Astrophysiker
- Robert Kennicutt[4] (* 1951), US-amerikanischer Astronom